# أسل رقيق
أسل رقيق (الاسم العلمي: Juncus subtilis) نوع نباتي يتبع جنس الأسل وينتمي إلى الفصيلة الأسلية.